# Piumino (biancheria)
Il piumino, detto anche piumone o trapunta, è un tipo di  coperta ripiena di piume d'oca, che viene posto sul letto per trattenere il calore corporeo durante il sonno. 
A differenza della normale piuma d'oca, che è composta da uno stelo centrale (rachide) dal quale dipartono numerosi filamenti (barbe), il piumino d'oca non dispone di un rachide ma i filamenti partono direttamente da un nucleo centrale. È per questo molto più piccolo e morbido.

## Il piumino come coperta
Il piumino, spesso con fodera in tessuto prezioso, viene utilizzato anche come copriletto con funzione decorativa. Si tratta comunque di un prodotto molto pregiato, specialmente se realizzato con piumino d'oca bianco prelevato dal collo dell'oca, che con il massimo volume garantisce il massimo calore al minor peso. 
Il piumino grigio deriva da altre parti del corpo dell'oca. Siccome il piumino grigio ha meno volume, tiene meno caldo del piumino bianco. È questa la ragione per la quale piumoni con piumino grigio vengono riempiti con una maggiore quantità di imbottitura per aumentare la caratteristica di un alto mantenimento del calore: una coperta imbottita con piumino grigio è quindi più pesante. 
Anche il tipo di trapuntatura influisce sul grado di calore di un piumino. Molti tipi di trapuntature, soprattutto quelle con due teli esterni che si toccano nei punti di cucitura, creano zone di freddo.
Spesso per descrivere il grado di calore di un piumino vengono usati i punti di calore. È una scala molto usata per descrivere la capacità di produrre e/o mantenere il calore: 
- Molto Caldo (5 punti calore): massimo per clima rigido
- Caldo (4 punti calore): invernale per ambienti poco riscaldati
- Medio (3 punti calore): per stagione autunnale o per camere mediamente riscaldate
- Leggero (2 punti calore): leggero per stagioni miti o camere molto riscaldate
- Molto leggero (1 punto calore): piumino leggerissimo per mezze stagioni molto miti o per l'estate.

La differenza tra il piumino ed il piumone consiste nel fatto che il secondo sia imbottito di materiali sintetici. Differente dai primi due è la trapunta che generalmente è una coperta imbottita (piume e materiale sintetico) con cuciture che si incrociano, appunto trapuntate, da cui il nome.
Le misure di coperte e piumini cambiano in ogni paese del mondo. Anche in Italia ci sono più misure standard in commercio:
- 100/135 cm - piumino per bambini
- 135/200 cm - piumino singolo
- 155/200 cm - piumino singolo large
- 155/220 cm - piumino singolo maxi confortevole
- 200/200 cm - piumino da una piazza e mezza
- 200/220 cm - piumino da una piazza e mezza maxi confortevole
- 250/200 cm - piumino matrimoniale standard
- 260/220 cm - piumino matrimoniale maxi confortevole

## Utilizzo
Nell'area germanofona (Germania, Austria, Alto Adige) è il tradizionale set da letto, detto "letto alla tedesca" dove si utilizzano nel letto matrimoniale due piumini singoli, corredati del solo copripiumino che funge da lenzuolo.
Nell'area scandinava e paesi nordici (Norvegia, Svezia, Finlandia, Danimarca, Islanda) si utilizza un piumino unico sempre corredato da copripiumino.